# کوریون
کوریون (به انگلیسی: chorion) برون‌شامهٔ رویان، مشیمهٔ بیرونی، یارک بیرونی‌ترین پردهٔ دربرگیرندهٔ جنین در رحم انسان است.
کوریون غشای بیرونی رویان است. به‌طور معمول هر رویان آمنیون، کوریون و جفت اختصاصی دارد.
جنین به‌وسیلهٔ ساقهٔ بدن یا همان بند ناف در حفرهٔ کوریونی به صورت معلق قرار دارد. حفرهٔ کوریونی شامل صفحهٔ کوریونی در اطراف که دارای میان‌پوست خارج جنینی و در سطح آن سلول‌های تروفوبلاستی است. چون پرزها وسطح بیرونی صفحهٔ کوریونی در خون مادر غوطه‌ورند، جفت انسان از نوع خون‌ کوریونی hemochorial است. تمام سطوح پرزهای صفحه کوریونی و پوستهٔ سیتوتروفوبلاستی که در تماس نزدیک با خون مادرند توسط یک لایهٔ پیوسته از سنسیتوتروفوبلاست پوشیده شده‌اند.

## نگارخانه

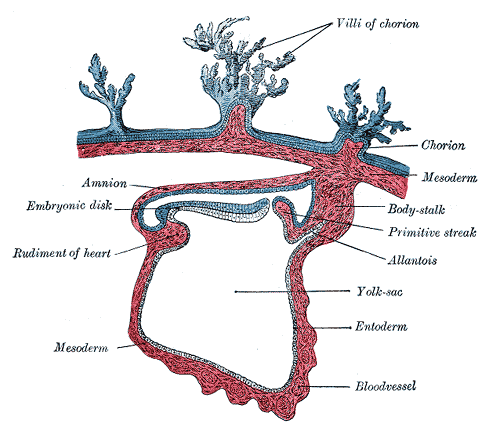
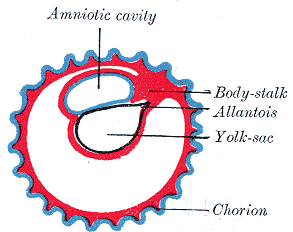
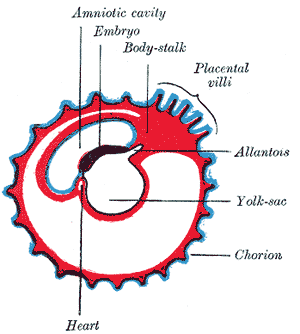
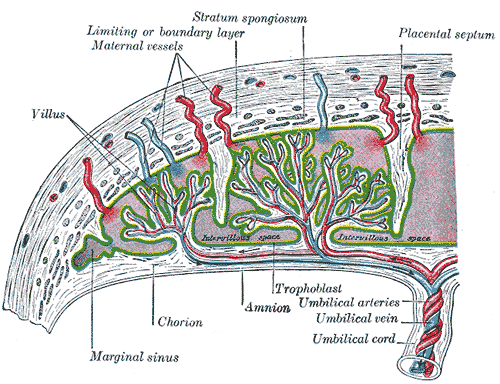